# چان-لی (ترانه)
«چان-لی» (انگلیسی: Chun-Li) ترانه‌ای از رپ‌خوان آمریکایی نیکی میناژ برای چهارمین آلبوم استودیویی‌اش، ملکه(۲۰۱۸)است. این ترانه در ۱۲ آوریل ۲۰۱۸ به‌عنوان تک‌آهنگ لید آلبومش، ازطریق یانگ مانی انترتینمنت و کش مانی رکوردز منتشر شد. از نظر تجاری، این ترانه در رتبه‌بندی ۱۰ در ۱۰۰ آهنگ داغ بیلبورد ایالات متحده قرار گرفت و در کانادا به ۲۰ ترانه برتر و در فرانسه و انگلستان به ۳۰ ترانه برتر رسیده‌است. همچنین جایزه بهترین ویدئو هیپ هاپ را از جوایز موزیک ویدئوی ام‌تی‌وی ۲۰۱۸ را دریافت کرد.